# 五氯苯硫酚
五氯苯硫酚是一种有机化合物，属于有机氯化合物和硫醇，化学式为C
6HCl
5S。

## 合成
五氯苯硫酚可从六氯苯制得。

## 性质
五氯苯硫酚为可燃灰色固体，有恶臭气味，几乎不溶于水。其具有单斜晶体结构。五氯苯硫酚不易降解，可能容易积聚在生物体内，并对水生生物有毒性。
五氯苯硫酚是六氯苯的一种代谢产物，可存在于摄入过六氯苯的动物粪尿中。它在空气中可远距离散播，降解十分缓慢。

## 应用
五氯苯硫酚可用于橡胶工业，加入橡胶中以方便处理（咀嚼）。